# Andy Davidson (Torchwood)
Andrew "Andy" Davidson est un personnage fictif de la série Torchwood. Policier de Cardiff et bien que non-affilié à l'institut Torchwood, c'est une figure récurrente de la série, qui apparait dans plusieurs épisodes, seulement crédité sous le nom de "PC Andy" (L'agent de Police Andy) Il s'agit de l'ancien partenaire de Gwen Cooper qui réapparait à l'occasion de quelques scénario. Il s'agit d'un personnage positif, qui bien qu'en dehors de Torchwood n'en aide pas moins Gwen à l'occasion de quelques enquêtes. 

## Histoire du personnage
Le personnage apparaît pour la première fois dans les premières scènes de Tout change lorsque Gwen fait la découverte de l'Institut Torchwood. Puis, on le recroise en tant que simple policier voyant Torchwood passer (Premier Jour.) Tout comme Rhys, le petit ami de Gwen, il est persuadé que Torchwood n'est qu'une force spéciale anti-terroriste. On le revoit par la suite aider Gwen dans La Fin des temps et Le Retour de Jack et être petit à petit amené à comprendre que des événements surnaturels apparaissent à Cardiff et que l'Institut Torchwood est censé les combattre.
L'épisode Envers et Contre tous creuse un petit peu plus le personnage : ex-partenaire de Gwen, il est à la fois jaloux de Rhys (dont il se moque du poids) et de la position de Gwen au sein de forces spéciales de police. Celle-ci va d'ailleurs plusieurs fois le mettre à l'écart de l'affaire qu'il a lui-même commencé. On le revoit dans La Faille parmi les forces de police, aidant Gwen et Torchwood à tenter de remettre la ville sur pied. 
Dans Les Enfants de la Terre, il aide plusieurs fois Gwen à se sauver des forces gouvernementales et fait preuve de courage s'interposant entre les militaires et les enfants qu'ils cherchent à emmener de force. 
Au cours de la quatrième saison, dans Un nouveau monde, il prévient Gwen Cooper que son père Geraint a été victime d'une attaque cardiaque, puis participe à l'arrestation de Gwen et Jack qui sont remis à la CIA. Puis dans Les Modules, il tente d'utiliser son statut de sergent pour extraire Geraint Cooper du camp de désengorgement où il est interné. Dans Péchés immortels, il participe à une opération destinée à libérer la famille de Gwen Cooper, tirant sur un des preneurs d'otages. Dans La Fin du miracle, il permet à Rhys d'assister aux derniers instants de son beau-père.